# Demish Gaye
Demish Gaye, född 20 januari 1993, är en jamaicansk friidrottare som främst tävlar i kortdistanslöpning.

## Karriär
I augusti 2021 vid OS i Tokyo tävlade Gaye i herrarnas 400 meter, där han utslagen i semifinalen. Han var även en del av Jamaicas stafettlag som slutade på sjätte plats på 4×400 meter.

## Personliga rekord
Utomhus
- 100 meter – 10,48 (Spanish Town, 16 mars 2019)[4]
- 200 meter – 20,48 (Kingston, 11 mars 2017)[4]
- 400 meter – 44,46 (Doha, 4 oktober 2019)[4]